# Samoro (Berg)
Der Samoro ist eine Erhebung in der osttimoresischen Gemeinde Bobonaro. Der relativ flache Hügel liegt im Norden des Sucos Leolima (Verwaltungsamt Balibo) und hat eine Höhe von 341 m. Fällt das Land nördlich kaum ab, liegen die Flächen im Süden und Osten deutlich niedriger.
Nördlich befinden sich die Dörfer Quero und Semautleten, westlich das Dorf Oetapo und südöstlich der Ort Dualanok. Benachbarte Erhebungen sind der Foho Beuno (464 m) im Nordwesten, der Foho Duadatok (497 m) im Südwesten und der Foho Fataon im Osten.